# Парійський Юрій Миколайович
Юрій Миколайович Парійський (23 травня 1932) — радянський астроном, член-кореспондент АН СРСР (1979), академік РАН (1992). Син Миколи Миколайовича Парійського.

## Життєпис
Народився в Москві. У 1955 закінчив Московський університет. У 1955-1969 працював у Пулковської обсерваторії, з 1969 — заступник директора Спеціальної астрофізичної обсерваторії АН СРСР. 
Основні наукові роботи відносяться до спостережної радіоастрономії, фізики космічних джерел радіовипромінювання, радіотелескопобудуванню. Провів високоточні спостереження в області космології, встановив високого ступеня анізотропію реліктового фону, що призвело до перегляду теорій утворення галактик. Вивчив тонку структуру Галактики і створив морфологічний каталог її радіоджерел, розглянув питання еволюції радіоджерел.  Детально досліджував антени змінного профілю, показав можливість об'єднання окремих антен в єдину фазостійку систему і можливість синтезу зображення при обмеженій кількості антен з використанням обертання Землі.  Вивчив обмеження роздільної сили радіотелескопів, які визначаються умовами розповсюдження радіохвиль в земній атмосфері і космічному середовищі, а також просторовими флуктуаціями фону метагалактичних джерел.  Взяв участь в організації будівництва найбільшого у світі рефлекторного радіотелескопу нового типу (РАТАН-600) діаметром 600 м.
Один з авторів монографії «Радіотелескопи і радіометри» (1973).